# Gare de Reinsvoll
La gare de Reinsvoll est une gare ferroviaire de la Gjøvikbanen, située dans la commune de Vestre Toten.

## Situation ferroviaire
Etablie à 356,1 m d'altitude, la gare est située à 106,65 km d'Oslo.

## Histoire
La gare fut mise en service en 1901 comme un simple arrêt et s'appelait à l'époque Reinsvolden mais prit son nom actuel en 1921. La ligne de Skreia qui était une ligne secondaire, avait également été mise en service en 1901, mais le trafic passager fut fermé en 1962 tandis que le trafic de marchandise s'est maintenu jusqu'en 1987.  
En 1990, la gare fut rétrogradée au rang de gare inhabitée et sans personnel, avant d'être à nouveau rétrogradée l'année suivante en simple halte ferroviaire.

## Service des voyageurs

### Desserte
La gare est desservie par des trains régionaux en direction de Gjøvik et d'Oslo.

### Intermodalité
La gare a un parking d'environ 25 places. Un arrêt de bus se trouve à proximité de la gare.